# Dacus opacatus
Dacus opacatus är en tvåvingeart som beskrevs av Munro 1948. Dacus opacatus ingår i släktet Dacus och familjen borrflugor.
Artens utbredningsområde är Malawi. Inga underarter finns listade i Catalogue of Life.